# Sven Höglund
Sven Gustaf Alvar Höglund (født 23. oktober 1910 i Vendel, død 21. august 1995 i Upplands Väsby) var en svensk cykelrytter som deltog i de olympiske lege 1932 i Los Angeles. 
Höglund deltog i landevejsløb og vandt en bronze ved OL 1932 som medlem af det svenske hold i holdkonkurrencen i landevejscykling. Holdløbet fandt sted sammen med det individuelle løb, hvor tiderne for de tre bedste fra hver nation blev anvendt. Bedste svensker var Bernhard Britz, der vandt bronze individuelt, mens Höglund sluttede som nummer otte og Arne Berg som nummer tyve. Løbet blev afviklet som enkeltstart på 100 km, og Höglunds tid blev 2.31.29,4.
Höglund kørte først for IK Rex, senere for Hammarby, og han havde sin bedste periode i årene efter OL, hvor han blandt andet blev nummer to ved de nordiske mesterskaber 1933. Han vandt i alt fire svenske mesterskaber, alle i holdkørsel.